# El Marcús
El Marcús és una masia d'Arbúcies (Selva) inclosa a l'Inventari del Patrimoni Arquitectònic de Catalunya.

## Descripció
Gran mas amb dues fases de construcció cronològiques ben diferenciades: el mas primitiu, actualment reconstruït i convertit en masoveria des de 1867. A la planta baixa encara es poden veure les menjadores dels estables. És una part que està en procés de restauració. A la façana destaca una petita finestra d'arc conopial i un gran contrafort adossat.
La casa principal té planta quadrangular, amb teulada a quatre vessants que està coronada per una torreta quadrada amb terrassa. L'edifici consta de planta baixa, dos pisos i golfes. Acull dos pisos independents que es comuniquen per una escala interior. L'entrada principal és una gran portalada de vidre i fusta, amb arc rebaixat de pedra. En canvi, la major part de les finestres són rectangulars simples amb el marc pintat de color crema i tenen balconada, que és correguda i de cantos rodons al primer pis de la façana principal. Cal destacar la data de “1900” i les inicials “J.R” enmig del dibuix d'una mena de copa tot fet amb ferro forjat al centre de la balconada, just al damunt de la porta principal.
L'edifici s'ha ampliat per la part esquerra de la façana principal, s'ha eixamplat la terrassa del primer pis, donant lloc a una galeria i un garatge a la planta baixa, aquí les obertures són d'arc de mig punt. Segueix la mateixa estructura que al primer pis, on també es troba una terrassa corresponent al segon pis, amb galeria d'arcs de mig punt a sota. Les finestres de les golfes són d'arc de mig punt i n'hi ha tres a cada façana. També porten el marc pintat de color més fosc.
L'interior ha estat totalment reformat. Es va partir la gran casa en dos habitatges, però manté alguns elements originals, com la gran escalinata interior, o les motllures decoratives de l'antic menjador, ara convertit en despatx.
També es conserva l'antic celler, amb el sostre de volta construïda amb teula i les parets de pedra. Hi ha també la gran premsa. A la paret d'aquest celler, es conserva la data de 1867, quan es va construir la casa gran, i al costat la data de 1996 que recorda l'última reforma.
Aïllades del nucli central es troben dues edificacions destinades antigament a pallissa, magatzems i masoveria i construïdes a la fi del segle xix, amb pedra de riera i rajols. Una d'elles, la més gran, és de tres plantes i golfes. Les obertures són envoltades de rajol amb arcs rebaixats de descàrrega. Està en procés de restauració, i degut al seu mal estat, s'han canviat les bigues originals de fusta per altres de ciment. A la part del darrere, degut al desnivell del terrent, l'entrada a l'edifici correspon al segon pis, amb dues grans arcades de mig punt de rajol separades per una columna també de rajol. Entre els dos arcs, hi ha una placa de guix amb una inscripció difícil de desxifrar, sembla haver-hi el nom de l'antic propietari “Villaret Grabalosa”.
L'altre dependència annexa, ha estat restaurada recentment però s'utilitza com a magatzem. Té una gran portalada d'arc rebaixat de rajol encarada a l'era.

## Història
La primera menció del Marcús és de 1313, en el capbreu de Dosrius apareix Guillem de Marcús del mas Marcús que es declara home propi, soliu i afocat de Bernat de Dosrius-Cartellà. La primera notícia històrica dels Marcús es remunta al 1353, quan Bernat Marcús ven a Arnau Vinya una part d'una vinya a Pelaïna (Fons Marcús MEMGA)
Després de la crisi de 1348 el Marcús va agregar a la seva propietat una sèrie de masos antics que a partir d'aquest moment desapareixen de la documentació escrita, un d'aquest és el mas Bruguera (documentat al 1310 i 1313).
Apareix en el fogatge de 1515 de la Batllia de n'Orri, més endavant al 1557 s'esmenta en el Manual de la Casa Regàs pel pagament d'uns censals.
Documentada en el Cadastre de 1743, quan Miquel Villaret declara els masos Marcús, Montplet i Olivar. També apareix en el cadastre de 1800, i seguidament en el llistat de les cases de pagès del rector de la parròquia del 1826.
En el padró de 1883 apareix habitada per una família troncal de sis membres i per la de masovers de set, l'any 1940 apareix habitada per una família de quatre membres. També es documenta en el mapa del Montseny de Juli Serra de 1890.
En l'amillarament de 1935 Ramona Villaret Pons declara la finca del Marcús que limita a orient amb terres dels hereus de Josep Gibert i Riera Xica, del Marqués, a migdia amb l'esmentada riera i terrenys del mas Mundic, a ponent amb terres dels masos Vidal i Pardell i a nord amb la riera d'Arbúcies.